# Anableps dowei
Anableps dowei är en fiskart som beskrevs av Gill, 1861. Anableps dowei ingår i släktet Anableps och familjen Anablepidae. Inga underarter finns listade i Catalogue of Life.